# Главк (цар Мессенії)
Главк (дав.-гр. Γλαῦκος) — напівлегендарний цар Мессенії близько 1017—971 років до н. е.

## Життєпис
Походив з династії Гераклідів. Син Епіта. Згідно моральними як Павсанія в усьому наслідував політику батька, ще більш уславившись щедротами і справедливістю.
Відповідно до інших давньогрецьких авторів став першим дорійцем, що впровадив культ Зевса, святилище якому спорудив на горі Ітома. Також спорудив в Геренії святилище Махаона, який начебто був родичем Нелеїдів з Мессенії. Главк встановив культу Мессени.
Йому спадкував син Істмій.